# Rajd Nadwiślański 2017
5. Rajd Nadwiślański – 5 edycja Rajdu Nadwiślańskiego. To rajd samochodowy, który był rozgrywany od 7 września do 1 października 2017 roku. Bazą rajdu było miasto Lublin. Była to piąta runda rajdowych samochodowych mistrzostw Polski w roku 2017.

## Wyniki końcowe rajdu[1]
| Miejsce | Kierowca          | Pilot               | Samochód                 | Czas      | Strata  | Grupa Klasa | Punkty |
| ------- | ----------------- | ------------------- | ------------------------ | --------- | ------- | ----------- | ------ |
| 1       | Filip Nivette     | Kamil Heller        | Škoda Fabia R5           | 1:15:33.2 | –       | 2           | 25+3   |
| 2       | Zbigniew Gabryś   | Artur Natkaniec     | Ford Fiesta R5           | 1:17:02.7 | +1:29.5 | 2           | 18+2   |
| 3       | Tomasz Kasperczyk | Damian Syty         | Ford Fiesta R5           | 1:17:23.8 | +1:50.6 | 2           | 15+1   |
| 4       | Jakub Brzeziński  | Łukasz Wroński      | Ford Fiesta Proto        | 1:17:44.7 | +2:11.5 | Open N      | 12     |
| 5       | Marcin Słobodzian | Jakub Wróbel        | Subaru Impreza STi N15   | 1:19:19.4 | +3:46.2 | Open N      | 10     |
| 6       | Mikołaj Marczyk   | Szymon Gospodarczyk | Subaru Impreza STi N15   | 1:19:22.0 | +3:48.8 | Open N      | 8      |
| 7       | Łukasz Kotarba    | Tomasz Kotarba      | Mitsubishi Lancer Evo IX | 1:19:35.4 | +4:02.2 | Open N      | 6      |
| 8       | Jan Chmielewski   | Michał Majewski     | BMW Compact F2000        | 1:20:30.5 | +4:57.3 | Open 2WD    | 4      |
| 9       | Hubert Maj        | Szymon Jasiński     | Ford Fiesta Proto        | 1:20:49.8 | +5:16.6 | Open N      | 2      |
| 10      | Jacek Jurecki     | Michał Trela        | Peugeot 208 R2           | 1:23:12.7 | +7:39.5 | 4           | 1      |